# Qualifications du tournoi masculin de handball aux Jeux olympiques d'été de 2012
Pour un article plus général, voir Tournoi masculin de handball aux Jeux olympiques d'été de 2012.
Les qualifications pour le tournoi masculin de handball aux Jeux olympiques d'été de 2012 se tiennent entre janvier 2011 et avril 2012.

## Équipes nationales qualifiées
| Compétition                                  | Date                          | Lieu         | Places    | Qualifiés          |
| -------------------------------------------- | ----------------------------- | ------------ | --------- | ------------------ |
| Pays organisateur                            | 6 juillet 2005                | -            | 1         | Grande-Bretagne    |
| Championnats du monde 2011                   | 13 au 30 janvier 2011         | Suède        | 1         | France             |
| Jeux panaméricains 2011                      | 16 au 24 octobre 2011         | Mexique      | 1         | Argentine          |
| Tournoi asiatique de qualification olympique | 23 octobre au 2 novembre 2011 | Corée du Sud | 1         | Corée du Sud       |
| Championnat d'Afrique des nations 2012       | 10 au 21 janvier 2012         | Maroc        | 1         | Tunisie            |
| Championnats d'Europe 2012                   | 15 au 29 janvier 2012         | Serbie       | 1         | Danemark           |
| Tournoi mondial 1 de qualification olympique | 6 au 8 avril 2012             | Espagne      | 2         | Espagne et Serbie  |
| Tournoi mondial 2 de qualification olympique | 6 au 8 avril 2012             | Suède        | 2         | Suède et Hongrie   |
| Tournoi mondial 3 de qualification olympique | 6 au 8 avril 2012             | Croatie      | 2         | Croatie et Islande |
| Total                                        | Total                         | Total        | 12 places | 12 places          |

## Légende
- Équipe directement qualifiée pour les Jeux olympiques.
- Équipe qualifiée pour les tournois de qualifications olympiques.
- Équipe qualifiée via une autre compétition.

## Championnat du monde 2011 en Suède
| Rang                      | Pays          |
| ------------------------- | ------------- |
| Médaille d'or, monde      | France        |
| Médaille d'argent, monde  | Danemark      |
| Médaille de bronze, monde | Espagne       |
| 4                         | Suède         |
| 5                         | Croatie       |
| 6                         | Islande       |
| 7                         | Hongrie       |
| 8                         | Pologne       |
| 9 à 24                    | Non qualifiés |

## Qualifications continentales

### Jeux panaméricains 2011 au Mexique
| Rang                         | Pays          |
| ---------------------------- | ------------- |
| Médaille d'or, Amérique      | Argentine     |
| Médaille d'argent, Amérique  | Brésil        |
| Médaille de bronze, Amérique | Chili         |
| 4 à 8                        | Non qualifiés |

### Tournoi asiatique de qualification olympique

#### Tour préliminaire
Les deux premiers de chaque poules sont qualifiés pour la phase finale.
| Pays            | J | G | N | P | BP  | BC  | Diff | Pts |
| --------------- | - | - | - | - | --- | --- | ---- | --- |
| Arabie saoudite | 4 | 3 | 0 | 1 | 120 | 96  | +24  | 6   |
| Iran            | 4 | 3 | 0 | 1 | 128 | 99  | +29  | 6   |
| Qatar           | 4 | 2 | 1 | 1 | 129 | 125 | +4   | 5   |
| Koweït          | 4 | 1 | 1 | 2 | 119 | 114 | +5   | 3   |
| Ouzbékistan     | 4 | 0 | 0 | 4 | 106 | 168 | −62  | 0   |

| Pays         | J | G | N | P | BP  | BC  | Diff | Pts |
| ------------ | - | - | - | - | --- | --- | ---- | --- |
| Corée du Sud | 4 | 4 | 0 | 0 | 134 | 82  | +52  | 8   |
| Japon        | 4 | 3 | 0 | 1 | 124 | 99  | +25  | 6   |
| Chine        | 4 | 2 | 0 | 2 | 111 | 96  | +15  | 4   |
| Oman         | 4 | 1 | 0 | 3 | 117 | 116 | +1   | 2   |
| Kazakhstan   | 4 | 0 | 0 | 4 | 73  | 166 | −93  | 0   |

#### Phase finale
|  | Demi-finales    | Demi-finales |                        |    | Finale     | Finale     |
|  | Demi-finales    | Demi-finales |                        |    | Finale     | Finale     |
|  |                 |              |                        |    |            |            |
|  | 31 octobre      | 31 octobre   |                        |    | 2 novembre | 2 novembre |
|  | 31 octobre      | 31 octobre   |                        |    | 2 novembre | 2 novembre |
|  | Arabie saoudite | 21           |                        |    | 2 novembre | 2 novembre |
|  | Arabie saoudite | 21           |                        |    | 2 novembre | 2 novembre |
|  | Japon           | 22           |                        |    | 2 novembre | 2 novembre |
|  | Japon           | 22           | Japon                  | 21 |            |            |
|  | 31 octobre      |              | Japon                  | 21 |            |            |
|  |                 | Corée du Sud | 26                     |    |            |            |
|  | Corée du Sud    | Corée du Sud | 26                     | 33 |            |            |
|  | Corée du Sud    |              |                        | 33 |            |            |
|  | Iran            | 25           |                        |    |            |            |
|  | Iran            | 25           | Match pour la 3e place |    |            |            |
|  |                 |              |                        |    |            |            |
|  | 2 novembre      |              |                        |    |            |            |
|  |                 |              |                        |    |            |            |
|  | Arabie saoudite | 20           |                        |    |            |            |
|  | Arabie saoudite | 20           |                        |    |            |            |
|  | Iran            | 21           |                        |    |            |            |
|  | Iran            | 21           |                        |    |            |            |

#### Classement final
| Rang                     | Pays          |
| ------------------------ | ------------- |
| Médaille d'or, Asie      | Corée du Sud  |
| Médaille d'argent, Asie  | Japon         |
| Médaille de bronze, Asie | Iran          |
| 4 à 12                   | Non qualifiés |

### Championnat d'Afrique des nations 2012 au Maroc
| Rang                        | Pays          |
| --------------------------- | ------------- |
| Médaille d'or, Afrique      | Tunisie       |
| Médaille d'argent, Afrique  | Algérie       |
| Médaille de bronze, Afrique | Égypte        |
| 4 à 12                      | Non qualifiés |

### Championnat d'Europe 2012 en Serbie
| Rang                       | Pays              |
| -------------------------- | ----------------- |
| Médaille d'or, Europe      | Danemark          |
| Médaille d'argent, Europe  | Serbie            |
| Médaille de bronze, Europe | Croatie           |
| 4                          | Espagne           |
| 5                          | Macédoine du Nord |
| 6 à 16                     | Non qualifiés     |

## Tournois mondiaux de qualification olympique 2012
Le Danemark, vice-champion du monde mais champion d'Europe, est qualifié directement pour les Jeux olympiques et laisse donc sa place qualificative à la Pologne, huitième du dernier championnat du monde.
Les trois tournois mondiaux de qualification olympique 2012 sont les suivants :
| Tournoi mondial 1 en Espagne | Tournoi mondial 2 en Suède | Tournoi mondial 3 en Croatie                                                                                                   |
| --- | --- | --- |
| - 3e place Monde 2011 : Espagne - 8e place Monde 2011 : Pologne - 2e place Europe 2012 : Serbie - 2e place Afrique 2012 : Algérie | - 4e place Monde 2011 : Suède - 7e place Monde 2011 : Hongrie - 2e place Amériques 2011 : Brésil - 5e place Europe 2012 : Macédoine du Nord | - 5e place Monde 2011 : Croatie - 6e place Monde 2011 : Islande - 2e place Asie 2011 : Japon - 3e place Amériques 2011 : Chili |

### Tournoi mondial 1 en Espagne
|   | Équipe  | Pts | J | G | N | P | Bp | Bc | Diff |
| - | ------- | --- | - | - | - | - | -- | -- | ---- |
| 1 | Espagne | 6   | 3 | 3 | 0 | 0 | 91 | 69 | 22   |
| 2 | Serbie  | 3   | 3 | 1 | 1 | 1 | 78 | 73 | 5    |
| 3 | Pologne | 3   | 3 | 1 | 1 | 1 | 75 | 85 | -10  |
| 4 | Algérie | 0   | 3 | 0 | 0 | 3 | 65 | 82 | -17  |

| 6 avril 2012 17h30 | Pologne                  | 28 − 27 | Algérie   | Centro de Tecnificación, Alicante Affluence : 2 000 Arbitrage : Gjedin, Hansen |
| 6 avril 2012 17h30 | B. Jurecki, M. Jurecki 6 | (11–13) | Berkous 8 | Centro de Tecnificación, Alicante Affluence : 2 000 Arbitrage : Gjedin, Hansen |
| 6 avril 2012 17h30 | ×2 ×5                    | Rapport | ×3 ×8     | Centro de Tecnificación, Alicante Affluence : 2 000 Arbitrage : Gjedin, Hansen |

| 6 avril 2012 20h15 | Espagne | 30 – 27 | Serbie | Centro de Tecnificación, Alicante Affluence : 2 500 Arbitrage : Horáček, Novotný |
| 6 avril 2012 20h15 | Tomás 5 | (11–10) | Ilić 9 | Centro de Tecnificación, Alicante Affluence : 2 500 Arbitrage : Horáček, Novotný |
| 6 avril 2012 20h15 | ×3 ×2   | Rapport | ×3 ×6  | Centro de Tecnificación, Alicante Affluence : 2 500 Arbitrage : Horáček, Novotný |

| 7 avril 2012 17h30 | Serbie     | 25 – 25 | Pologne         | Centro de Tecnificación, Alicante Affluence : 1 000 Arbitrage : Gjeding, Hansen |
| 7 avril 2012 17h30 | Nikčević 6 | (14–15) | trois joueurs 4 | Centro de Tecnificación, Alicante Affluence : 1 000 Arbitrage : Gjeding, Hansen |
| 7 avril 2012 17h30 | ×2 ×6 ×1   | Rapport | ×3 ×5 ×1        | Centro de Tecnificación, Alicante Affluence : 1 000 Arbitrage : Gjeding, Hansen |

| 7 avril 2012 20:15 | Algérie   | 20 – 28 | Espagne    | Centro de Tecnificación, Alicante Affluence : 1 750 Arbitrage : Abrahamsen, Kristiansen |
| 7 avril 2012 20:15 | Mokrani 8 | (9–14)  | Cañellas 6 | Centro de Tecnificación, Alicante Affluence : 1 750 Arbitrage : Abrahamsen, Kristiansen |
| 7 avril 2012 20:15 | ×3 ×6 ×1  | Rapport | ×3 ×4      | Centro de Tecnificación, Alicante Affluence : 1 750 Arbitrage : Abrahamsen, Kristiansen |

| 8 avril 2012 17h30 | Serbie  | 26 – 18 | Algérie  | Centro de Tecnificación, Alicante Affluence : 1 000 Arbitrage : Horáček, Novotný |
| 8 avril 2012 17h30 | Vujin 6 | (15–10) | Benali 5 | Centro de Tecnificación, Alicante Affluence : 1 000 Arbitrage : Horáček, Novotný |
| 8 avril 2012 17h30 | ×3 ×5   | Rapport | ×3       | Centro de Tecnificación, Alicante Affluence : 1 000 Arbitrage : Horáček, Novotný |

| 8 avril 2012 20h15 | Espagne         | 33 – 22 | Pologne         | Centro de Tecnificación, Alicante Affluence : 1 500 Arbitrage : Abrahamsen, Kristiansen |
| 8 avril 2012 20h15 | R. Entrerríos 6 | (18–9)  | trois joueurs 4 | Centro de Tecnificación, Alicante Affluence : 1 500 Arbitrage : Abrahamsen, Kristiansen |
| 8 avril 2012 20h15 | ×2              | Rapport | ×2 ×3           | Centro de Tecnificación, Alicante Affluence : 1 500 Arbitrage : Abrahamsen, Kristiansen |

### Tournoi mondial 2 en Suède
|   | Équipe            | Pts | J | G | N | P | Bp | Bc | Diff |
| - | ----------------- | --- | - | - | - | - | -- | -- | ---- |
| 1 | Suède             | 6   | 3 | 3 | 0 | 0 | 78 | 67 | 11   |
| 2 | Hongrie           | 4   | 3 | 2 | 0 | 1 | 81 | 79 | 2    |
| 3 | Brésil            | 2   | 3 | 1 | 0 | 2 | 75 | 81 | -6   |
| 4 | Macédoine du Nord | 0   | 3 | 0 | 0 | 3 | 76 | 83 | -7   |

| 6 avril 2012 14h45 | Hongrie          | 28 − 26 | Macédoine du Nord | Scandinavium, Göteborg Affluence : 5 004 Arbitrage : Raluy, Sabroso |
| 6 avril 2012 14h45 | Pérez, Császár 6 | (15–13) | K. Lazarov 7      | Scandinavium, Göteborg Affluence : 5 004 Arbitrage : Raluy, Sabroso |
| 6 avril 2012 14h45 | ×3 ×8            | Rapport | ×3 ×4             | Scandinavium, Göteborg Affluence : 5 004 Arbitrage : Raluy, Sabroso |

| 6 avril 2012 17h05 | Suède     | 25 − 20 | Brésil   | Scandinavium, Göteborg Affluence : 7 124 Arbitrage : Krstic, Ljubic |
| 6 avril 2012 17h05 | Larholm 5 | (12–10) | Borges 5 | Scandinavium, Göteborg Affluence : 7 124 Arbitrage : Krstic, Ljubic |
| 6 avril 2012 17h05 | ×3 ×4     | Rapport | ×3 ×5    | Scandinavium, Göteborg Affluence : 7 124 Arbitrage : Krstic, Ljubic |

| 7 avril 2012 13h45 | Brésil    | 27 − 29 | Hongrie             | Scandinavium, Göteborg Affluence : 3 976 Arbitrage : Raluy, Sabroso |
| 7 avril 2012 13h45 | Pacheco 7 | (15–16) | Császár, Iváncsik 6 | Scandinavium, Göteborg Affluence : 3 976 Arbitrage : Raluy, Sabroso |
| 7 avril 2012 13h45 | ×3 ×4     | Rapport | ×3                  | Scandinavium, Göteborg Affluence : 3 976 Arbitrage : Raluy, Sabroso |

| 7 avril 2012 16h05 | Macédoine du Nord         | 23 – 27 | Suède          | Scandinavium, Göteborg Affluence : 8 333 Arbitrage : Lazaar, Reveret |
| 7 avril 2012 16h05 | K. Lazarov, Mirkulovski 5 | (12–14) | K. Andersson 8 | Scandinavium, Göteborg Affluence : 8 333 Arbitrage : Lazaar, Reveret |
| 7 avril 2012 16h05 | ×3 ×2                     | Rapport | ×3 ×5          | Scandinavium, Göteborg Affluence : 8 333 Arbitrage : Lazaar, Reveret |

| 8 avril 2012 14h45 | Brésil  | 28 – 27 | Macédoine du Nord | Scandinavium, Göteborg Affluence : 4 235 Arbitrage : Krstic, Ljubic |
| 8 avril 2012 14h45 | Pires 7 | (15–13) | K. Lazarov 6      | Scandinavium, Göteborg Affluence : 4 235 Arbitrage : Krstic, Ljubic |
| 8 avril 2012 14h45 | ×3 ×1   | Rapport | ×3 ×2             | Scandinavium, Göteborg Affluence : 4 235 Arbitrage : Krstic, Ljubic |

| 8 avril 2012 17h05 | Suède      | 26 – 23 | Hongrie    | Scandinavium, Göteborg Affluence : 7 289 Arbitrage : Lazaar, Reveret |
| 8 avril 2012 17h05 | Petersen 6 | (11–12) | Harsányi 8 | Scandinavium, Göteborg Affluence : 7 289 Arbitrage : Lazaar, Reveret |
| 8 avril 2012 17h05 | ×3 ×4      | Rapport | ×3 ×4      | Scandinavium, Göteborg Affluence : 7 289 Arbitrage : Lazaar, Reveret |

### Tournoi mondial 3 en Croatie
|   | Équipe  | Pts | J | G | N | P | Bp  | Bc  | Diff |
| - | ------- | --- | - | - | - | - | --- | --- | ---- |
| 1 | Croatie | 6   | 3 | 3 | 0 | 0 | 102 | 65  | 37   |
| 2 | Islande | 4   | 3 | 2 | 0 | 1 | 94  | 78  | 16   |
| 3 | Japon   | 2   | 3 | 1 | 0 | 2 | 85  | 103 | -18  |
| 4 | Chili   | 0   | 3 | 0 | 0 | 3 | 58  | 93  | -35  |

| 6 avril 2012 18h00 | Croatie | 36 − 22 | Japon      | Varaždin Arena, Varaždin Affluence : 2 500 Arbitrage : Badura, Ondogrecula |
| 6 avril 2012 18h00 | Čupić 7 | (16–14) | Miyazaki 4 | Varaždin Arena, Varaždin Affluence : 2 500 Arbitrage : Badura, Ondogrecula |
| 6 avril 2012 18h00 | ×3 ×2   | Rapport | ×3 ×2      | Varaždin Arena, Varaždin Affluence : 2 500 Arbitrage : Badura, Ondogrecula |

| 6 avril 2012 20h15 | Islande           | 25 − 17 | Chili          | Varaždin Arena, Varaždin Affluence : 750 Arbitrage : Stark, Stefan |
| 6 avril 2012 20h15 | GV Sigurðssonn 10 | (12–7)  | sept joueurs 2 | Varaždin Arena, Varaždin Affluence : 750 Arbitrage : Stark, Stefan |
| 6 avril 2012 20h15 | ×1 ×7             | Rapport | ×2             | Varaždin Arena, Varaždin Affluence : 750 Arbitrage : Stark, Stefan |

| 7 avril 2012 16h00 | Chili            | 15 – 35 | Croatie             | Varaždin Arena, Varaždin Affluence : 2 300 Arbitrage : Badura, Ondogrecula |
| 7 avril 2012 16h00 | quatre joueurs 2 | (9–17)  | Horvat, Batinović 6 | Varaždin Arena, Varaždin Affluence : 2 300 Arbitrage : Badura, Ondogrecula |
| 7 avril 2012 16h00 | ×3 ×5            | Rapport | ×2 ×4               | Varaždin Arena, Varaždin Affluence : 2 300 Arbitrage : Badura, Ondogrecula |

| 7 avril 2012 20h15 | Japon             | 30 – 41 | Islande      | Varaždin Arena, Varaždin Affluence : 700 Arbitrage : Geipel, Helbig |
| 7 avril 2012 20h15 | Kochi, Miyazaki 6 | (11–20) | Gunnarsson 9 | Varaždin Arena, Varaždin Affluence : 700 Arbitrage : Geipel, Helbig |
| 7 avril 2012 20h15 | ×3                | Rapport | ×3 ×2        | Varaždin Arena, Varaždin Affluence : 700 Arbitrage : Geipel, Helbig |

| 8 avril 2012 15h30 | Japon                | 33 – 26 | Chili           | Varaždin Arena, Varaždin Affluence : 500 Arbitrage : Stark, Stefan |
| 8 avril 2012 15h30 | Suematsu, Miyazaki 5 | (14–9)  | E. Feuchtmann 9 | Varaždin Arena, Varaždin Affluence : 500 Arbitrage : Stark, Stefan |
| 8 avril 2012 15h30 | ×3                   | Rapport | ×2 ×3           | Varaždin Arena, Varaždin Affluence : 500 Arbitrage : Stark, Stefan |

| 8 avril 2012 18h00 | Croatie | 31 – 28 | Islande         | Varaždin Arena, Varaždin Affluence : 4 500 Arbitrage : Geipel, Helbig |
| 8 avril 2012 18h00 | Čupić 9 | (18–15) | GV Sigurðsson 8 | Varaždin Arena, Varaždin Affluence : 4 500 Arbitrage : Geipel, Helbig |
| 8 avril 2012 18h00 | ×2 ×1   | Rapport | ×1 ×5           | Varaždin Arena, Varaždin Affluence : 4 500 Arbitrage : Geipel, Helbig |